# Airtel
Airtel (acrónimo de Alianza Internacional de Redes Telefónicas), cuya razón social era Airtel Móvil S.A., fue una empresa propiedad a un 91,6% de Vodafone que prestaba servicios de telefonía móvil a 7 millones de clientes en España. Airtel fue el segundo proveedor de telefonía móvil más grande de España detrás de Movistar.
En 2001, Vodafone compra el 17,81% de BT con lo que pasa a tener el 91,6% de la operadora y en octubre de ese mismo año la compañía deja de llamarse Airtel para llamarse Vodafone España.

## Historia

### Airtel
En 1994, se funda el consorcio Airtel - Sistelcom - Reditel compuesta por Airtouch, BT, los Bancos Central Hispano y el Santander, BBK, Kutxa, Cajasturias, Caixa Catalunya, Unicaja, Cubiertas, Entrecanales, Unión Fenosa y Fecsa, Inversiones Fersango y la Corporación Alba. Ese mismo año, gana la segunda licencia de telefonía móvil frente al consorcio Cometa SRM, grupo liderado por el BBV, con un 14% y Vodafone, con un 10%, y por DT Móbil, La Caixa, CajaMadrid, Bankinter, Iberdrola, Prisa, FCC, Endesa, Sevillana, El Corte Inglés y Cofira, con un 6% cada uno, y Comvik, con un 1,2%.
En 1995, el Gobierno concede a Airtel Móvil la prestación de servicios de telefonía móvil GSM, lo que supuso un pago al Estado de 85.000 millones de pesetas. Las bases del concurso establecían una aportación mínima de 50.000 millones de pesetas, que no se exigía a Telefónica, beneficiaria de otra licencia, que prestaba servicios bajo la empresa Movistar. Ese mismo año, Eduardo Serra es nombrado primer presidente de Airtel y comienza a prestar servicios el 3 de octubre, finalizando el año con 15.000 clientes.También en 1995 fue nombrado  consejero delegado Ignacio Galán, que siguió al mando ejecutivo de la compañía hasta el momento de la venta a Vodafone y que luego pasó a presidente de Iberdrola y uno de los más importantes ejecutivos del mundo.
En 1996, Juan Abelló es nombrado presidente de Airtel y la Comisión Europea obliga al Gobierno a que se compense a Airtel por el canon que tuvo que pagar para la obtención de la licencia GSM, que Telefónica no tuvo que realizar. Este mismo año la empresa finaliza con 652.000 clientes.
En 1997, el Gobierno de España compensó a Airtel con un compromiso de conceder licencia DCS 1800 valorada en 26 000 millones de pesetas, habilitar su red para conectar directamente con otras redes fijas o móviles en España o en el extranjero, ampliar la concesión hasta 25 años con una prórroga de cinco años adicionales, reducir de forma asimétrica hasta julio de 1999, las tarifas de interconexión por importe de 15.000 millones de pesetas y la disponibilidad de mayores frecuencias en la banda de 900 MHz a partir de enero de 1998. En octubre de este mismo año, Airtel alcanza el millón de clientes, con una cobertura del 96% de la población y del 74% del territorio.
En 1998, BT, Airtouch, Alba, Torreal y Acciona llegan a un acuerdo para hacerse con el control sobre la mayoría del capital, ya que en conjunto suman el 56%. El 1 de diciembre se produce la liberalización del sector de telefonía fija y el 17 de diciembre, Airtel recibe licencia para operar en redes fijas. Airtel alcanza una cuota de mercado del 30,6% y la cobertura de red llega al 98% de la población y obtiene beneficio al tercer año de actividad.
En 1999, el Grupo Vodafone compra Airtouch, de esta manera acaba adquiriendo el 21,70% de Airtel. En abril de este año, Endesa y Unión Fenosa llegan a un acuerdo para vender su 16,28% a BT, sin embargo el BSCH ejerce su opción de compra sobre las acciones de las eléctricas con lo que pasa a controlar el 30,45%, el accionariado se reparte de esta forma: BSCH 30,45%; Vodafone 21,70%; BT 17,81%; Acciona 10,85%; BBK 4,76%; Kutxa 4,01%; Fersango 3,30%; Alba 2,73%; Cajasturias 2,18%; Unicaja 2,18%, en diciembre de 1999, Vodafone llega a un acuerdo de compra de la participación del BSCH y de las Cajas de Ahorros, pasando a controlar un 43,58% de la compañía. Ese mismo año Airtel finaliza con 5 millones de clientes.
En 2000, se cierra un acuerdo de opción de compra con Acciona, Alba y Torreal que, en total, suman un 16,91%, en febrero se llega a un acuerdo con Acciona, Alba y Torreal para controlar la gestión y en marzo Airtel obtiene licencia de UMTS (3G). En diciembre, Bruselas autoriza la toma de control de Airtel por parte de Vodafone, que se hace con los títulos del BSCH, Kutxa, BBK, Cajasturias, Unicaja, Alba y parte del porcentaje de Acciona y Torreal. Airtel cierra el año con 7 millones de clientes y con el siguiente accionariado: Vodafone 74%; BT 17,81%; Acciona 5,5%; Torreal 2,8%. El 22 de diciembre, José Manuel Entrecanales es nombrado Presidente de Airtel.

### Vodafone España
En 2001, Grupo Vodafone compra el 17,81% de BT con lo que pasa a tener el 91,6% de la operadora. En agosto, John de Wit es nombrado Consejero Delegado de Vodafone en España. En octubre la compañía deja de llamarse Airtel para llamarse Vodafone España. Vodafone lanza su oferta GPRS con roaming internacional, siendo uno de los primeros operadores en el mundo y el primer operador en España en hacerlo.

## Curiosidades
El 3 de diciembre de 2020, la marca Airtel volvió a operar en España a través de un operador de Albacete como operador móvil virtual utilizando las redes de Orange y Vodafone. El 7 de febrero de 2022, la marca volvió a desaparecer por presiones legales de Vodafone.